# Federico Waksman
Federico Waksman (19 de septiembre de 1989) es un ingeniero, deportista, regatista y capitán uruguayo.
Fue el primer uruguayo en completar el Minitransat un cruce del Atlántico en solitario en 2021. Siendo laureado con la victoria en su segunda participación en 2023.

## Biografía
Estudió  ingenierería mecánica industrial en la Facultad de Ingeniería de la Universidad de la República.
Waksman comenzó a navegar en el Club Náutico de Montevideo a través de actividades de verano y terminó perteneciendo al Yacht Club Uruguayo. Fue el primero uruguayo en correr y completar la regata trasatlántica Minitransat atravesando el Océano Atlántico en un barco pequeño de seis metros y medio en solitario.
- 2023, Ganador de la 24.ª edición de la Minitransat.